# Lokaltrafik
Lokaltrafik är en kortform för begreppet lokal kollektivtrafik som i Sverige används för linjetrafik inom kommuner och regioner där kollektivtrafiktransportmedlen buss, spårvagn, tunnelbana, pendeltåg, lokaltåg och liknande används. Däremot räknas inte taxi, flyg eller samåkning i personbil som lokaltrafik. I vissa fall har dock en regional kollektivtrafikmyndighet kompletteringstrafik med taxi, och i dessa fall räknas taxi som kollektivtrafik. 
Begreppet "lokal kollektivtrafik" har smält samman med begreppet "regional kollektivtrafik" och numera används främst det senare. 